# To Have and to Hold
To Have and to Hold es una canción del grupo inglés de música electrónica Depeche Mode compuesta por Martin Gore, publicada en el álbum Music for the Masses de 1987.

## Descripción
Es un tema curioso, rodeado de curiosas anécdotas, basado en la tendencia siempre experimental de DM, alejado del espíritu provocativo, aunque si bien no es el más popular del suceso comercial que resultara Music for the Masses.
La versión original, la epónima, tal como fue concebida por Martin Gore llena de dramatismo, una intrincada programación e ingeniería, apareció sólo como uno de los lados B del apoteósico sencillo Never Let Me Down Again bajo el subtítulo Spanish Taster. Esta consta de una notación grave y muy dramática del teclado que cubre las partes sin letra, percusión apagada, una segunda percusión que simula un palmoteo y con tan sólo la voz de David Gahan en segundo plano recitando, no propiamente cantando una letra sobre pecado y perdón con otro acompañamiento de percusión rítmica y que concluye con la tétrica sentencia que le da título, “To Have and to Hold”, la cual irónicamente fue tomada en realidad de los votos matrimoniales en lengua inglesa, pues e traduce como Tener y Retener, o Tener y Poseer, o Tener y Abrazar, o Tener y Conservar, que sin embargo le da un cierto sentido siniestro.
Sin embargo, por algún motivo esta versión no sería bien vista por los miembros del grupo, quienes la consideraron poco adecuada para el álbum, así que se le relegó a lado B y Alan Wilder la rehízo bajo una mezcla mucho más ambiental pero sobre todo más oscura con tan sólo una base electrónica ambiental sostenida, con acompañamiento apagado de percusiones conducida por una grabación televisiva de audio en lengua rusa del antiguo régimen soviético que dice “В докладах рассматривается эволюция ядерных арсеналов и социально-психологические проблемы гонки вооружений”, en caracteres arábigos “V dokladah rassmatrivayetsya evolyutsiya yadernykh arsenalov i sotsial'no-psikhologicheskiye problemy gonki vooruzheniy”, en español “Los informes examinan la evolución de los arsenales nucleares y los problemas sociopsicológicos de la carrera armamentista”; una frase inentendible.
La ambientación atmosférica de esta segunda mezcla es más propia de una película de terror, más alternativa y posiblemente hubiese sido mejor emplearla como lado B, pero después de todo en Europa la publicación de sencillos es una parte importantísima para la promoción de un álbum, así que la inclusión de la versión original es todo un plus en Never Let Me Down Again.
En general se optó poco por su comercialización, ni siquiera es el lado B estándar de Never Let Me Down Again, aunque resulta curioso observar como es una de las pocas de DM que si tiene propiamente dos versiones distintas, como Leave in Silence, Strangelove, In Your Room y Freelove.
En el álbum está continuada tras el tema I Want You Now a través de un base sintética, y después se continua con Nothing.
To Have and to Hold nunca llegó a ser interpretada en el escenario por DM.
- Datos: Q9087951